# Bataille de Forlì
Guerres entre guelfes et gibelins
Batailles
1150 – 1200
- Vernavola (1154)
- Spolète (1155)
- Tortone (1155)
- Milan (1158)
- Siziano (1159)
- Crema (1159)
- Carcano (1160)
- Milan (1162)
- Prataporci (1167)
- Alexandrie (1174-1175)
- Legnano (1176)

1201 – 1250
- Calcinato (1201)
- Casei Gerola (1213)
- Cortenuova (1237)
- Brescia (1238)
- Faenza (1239)
- Giglio (1241)
- Viterbe (1243)
- Parme (1248)
- Fossalta (1249)
- Cingoli (1250)

1251 – 1300
- Bataille de Montebruno (1255)
- Cassano (1259)
- Montaperti (1260)
- Bénévent (1266)
- Tagliacozzo (1268)
- Colle (1269)
- Roccavione (1275)
- Desio (1277)
- Forlì (1282)
- Pieve al Toppo (1288)
- Campaldino (1289)

1301 – 1350
- Pavie (1302)
- La Lastra (1304)
- Milan (1311)
- Soncino (1312)
- Gaggiano (1313)
- Rho (1313)
- Ponte San Pietro (1313)
- Scrivia (1315)
- Montecatini (1315)
- Pavie (1315)
- Sestri (1318)
- Bardi (1321)
- Mirandola (1321)
- Gorgonzola (1323)
- Vaprio d'Adda (1324)
- Altopascio (1324)
- Zappolino (1325)
- San Felice (1332)
- San Quirico (1341)
- Gamenario (1345)

1351 – 1402
- Mirandola (1355)
- Casorate (1356)
- Solara (1356)
- Alexandrie (1391)
- Casalecchio (1402)

La bataille de Forlì est un conflit armé de la guerre entre guelfes et gibelins ayant eu lieu en 1282 et qui opposa une armée recrutée en France, envoyée par le pape Martin IV dans une tentative de soumettre Forlì et les Gibelins. L'armée guelfe fut vaincue grâce à l'habileté stratégique de Guido da Montefeltro. Cet événement a été rappelé par Dante dans la Divine Comédie.

« La ville qui a autrefois opposé une longue résistance, Et des Français a fait un tas sanglant. »

## La bataille
Le 30 avril, certains conspirateurs à Forlì ont proposé de livrer la ville à Jean d'Eppe, qui a immédiatement fait marcher ses hommes de Faenza à Forlì. Arrivant le lendemain, il découvrit que la conspiration avait été découverte et que les traîtres avaient été arrêtés. Néanmoins, d'Eppe lança un assaut sur la ville. Les troupes principales ont facilement enfoncé le mur extérieur. Pendant qu'ils pillaient les faubourgs, Guido da Montefeltro envoya une petite force par une porte de l'autre côté de la ville. Dans une embuscade, cette force vainquit l'arrière-garde guelfe et prit par surprise la force principale. Après une bataille sanglante, d'Eppe fut contraint de battre en retraite jusqu'à Faenza.